# Fürst-Pückler park u Bad Muskau
Fürst-Pückler-Park ili jednostavno Park Muskau (njemački: Muskauer Park, poljski: Park Mużakowski) je najveći i jedan od najpoznatijih engleskih parkova u Njemačkoj i Poljskoj. Nalazi se u povijesnoj pokrajini "Gornja Lužica" a prekriva 3,5 km2 u njemačkoj i 2,1 km2 u Poljskoj, s obje strane rijeke Nise kojom graniče ove dvije države. U zoni od 17,9 km2 oko parka nalaze se njemački grad Bad Muskau (lužičkosrpski: Mužakow), na zapadu, i poljski grad Łęknica (Wjeska, bivši Lugknitz), na istoku. Iako se dvorac Muskau nalazi na zapadnoj obali Nise, srce parka je pošumljeno i djelomice uzvišena obala s druge strane, tzv. Park na terasama.
God. 2004., park je upisan na UNESCOv popis mjesta svjetske baštine u Europi kao primjer pogranične kulturne suradnje Poljske i Njemačke. Upisan je po dva kriterija, kao novina u razvoju idealnog ljudski stvorenog pejzaža, te zbog svog utjecaja na razvoj pejzažne arhitekture kao samostalne djelatnosti.

## Povijest
Utvrda na rijeci Nisi kod Muskaua prvi put se spominje još u 13. st., u vlasništvu obitelji Margrave, tj. Henrik III. od Meissena. Osnivač parka uz utvrdu bio je Princ Hermann von Pückler-Muskau (1785. – 1871.), autor utjecajnog djela Savjeti o pejzažnom vrtlarstvu i vlasnika pokrajine Muskau od 1811. god. Nakon studija u Engleskoj, u vrijeme kada je Sjeverna Lužica pripala Pruskom Kraljevstvu (1815.), postavio je temelje parku. S vremenom je u Bad Muskau utemeljio međunarodnu školu pejzažnog oblikovanja, zacrtavši velikog prostranog pejzažnog gradskog parka "na način kakav do tada nije nigdje postojao".
Radovi su podrazumijevali obnovu baroknog "Starog dvorca" - danas službena vrata parka - i izgradnju gotičke kapele, engleske brvnare, nekoliko mostova, i oranžerije koju je dizajnirao Friedrich Ludwig Persius. Pückler je obnovio srednjovjekovni dvorac kao "Novi dvorac" u samom središtu parka, tako da od nje vodi radijalna mreža putova inspirirana idejama H. Reptona, čiji je sin, John Adey, radio u Muskauu od 1822. god. Park se dalje širio do 1845. god., kada je Pückler zbog izuzetnih dugova morao prodati svoj posjed. Sljedeće godine otkupio ga je Fridrik, princ Nizozemske, koji je uposlio E. Petzolda, Pücklerova učenika i poznatog pejzažnog arhitekta, da dovrši park. Nakon njegove smrti 1881. god., naslijedila ga je njegova kćerka, nizozemska princeza Marija, koja je posjed prodala plemićkoj obitelji Arnim.
U drugom svjetskom ratu, tijekom Bitke za Berlin, oba dvorca su sravnjena a četiri mosta preko rijeke uništena. Sovjetska uprava Njemačke je raspustila posjed obitelji Arnim i uspostavom granica 1945. god., park je podijeljen između Poljske i Njemačke. Tek su 1960ih godina, komunističke vlasti Istočne Njemačke prihvatile napredne ideje princa Pücklera i od 1965. – 72. obnovile Stari dvorac, dok obnova Novog dvorca i mostova još uvijek traje.
- Stari dvorac (Altes Schloss)
- Dvostruki most (Doppelbrücke)
- Pogled na prostrane livade parka
- Oranžerija u parku
- Neogotička kuća nizozemskog princa Fridrika